# Luke Benward

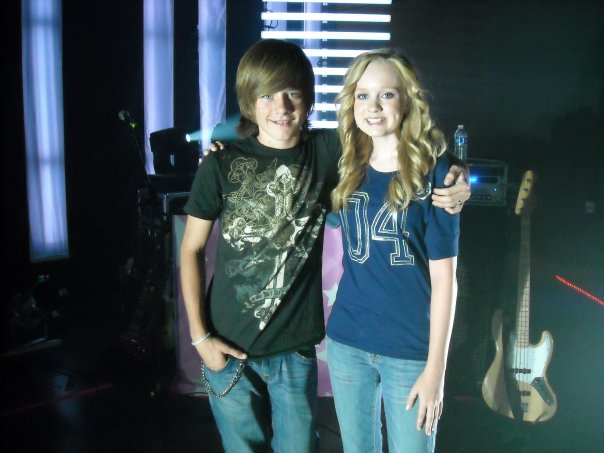
Luke Benward mit Lindee Link (2010)

Lucas Aaron „Luke“ Benward (* 12. Mai 1995 in Franklin, Tennessee) ist ein US-amerikanischer Schauspieler und Sänger.

## Leben
Luke Benward wurde im Mai 1995 als Sohn von der Schauspielerin Kenda (geb. Wilkerson) und Songwriter Aaron Benward geboren. Er ist der Enkel von Jeoffrey Benward. Benward hat zwei jüngere Geschwister: Gracie und Ella. Zu seinen Freizeitaktivitäten gehören Videospiele, Breaking und seine Elektrogitarre.
Seit den Dreharbeiten zu dem Fernsehfilm Monster gegen Mädchen im Jahr 2012 war er mit seiner Schauspielkollegin Olivia Holt liiert.
Seit Dezember 2019 ist er mit Schauspielerin Ariel Winter zusammen.
Benward lebt in Los Angeles.

## Karriere
Im Alter von fünf Jahren spielte er eine Rolle im Hollywood-Klassiker Wir waren Helden. Danach erhielt Benward Rollen in den beiden Fernsehproduktionen Life on the Water und Family Affair. Im Jahr 2003 war er im Musikvideo Concrete Angel der Country-Sängerin Martina McBride zu sehen. Nach dem Film Billys Wette im Jahr 2006 spielte er 2008 in drei Filmen mit. 2009 entschied er sich in die Fußstapfen seines Vaters Aaron Benward, welcher seit 1993 in der Musikbranche tätig ist, zu treten, und unterschrieb einen Vertrag mit In Crowd Productions. Im Laufe seiner Kindheit hat Benward in Werbespots unter anderem für Nintendo und McDonald’s mitgespielt.
Bekannt wurde er 2008 an der Seite von Jason Dolley und Nicholas Braun in dem Disney Channel Original Movie Minutemen – Schüler auf Zeitreise in der Rolle des Charles „Charlie“ Tuttle. Danach war er in Spielfilme wie Das Leuchten der Stille und Monster gegen Mädchen oder in einer Gastrollen von See Dad Run. 2013 erhielt er eine Nebenrolle in der vierten Staffel der Disney-Channel-Sitcom  Meine Schwester Charlie. Dort war er in insgesamt sechs Folgen als Beau Landry zu sehen. Im selben Jahr erhielt er die Rolle des Dillon in dem Pretty-Little-Liars-Spin-off Ravenswood.
2014 hatte er die Hauptrolle des Will Cloud in dem Fernsehfilm Halfpipe Feeling inne, der eine weitere Disney Channel Original Movie ist.

## Filmografie (Auswahl)
- 2002: Family Affair (Fernsehserie, zwei Episoden)
- 2002: Wir waren Helden (We Were Soldiers)
- 2005: Winn-Dixie – Mein zotteliger Freund (Because of Winn-Dixie)
- 2006: Billys Wette oder wie man gebratene Würmer isst (How to Eat Fried Worms)
- 2008: R.L. Stines Geistermeister – Besuch aus dem Jenseits (Mostly Ghostly)
- 2008: Dog Gone
- 2008: Minutemen – Schüler auf Zeitreise (Minutemen, Fernsehfilm)
- 2010: Das Leuchten der Stille (Dear John)
- 2012: Monster gegen Mädchen (Girl vs. Monster, Fernsehfilm)
- 2012: See Dad Run (Fernsehserie, Folge See Dad Meet Matthew Pearson)
- 2013: Meine Schwester Charlie (Good Luck Charlie, Fernsehserie, 6 Episoden)
- 2013–2014: Ravenswood (Fernsehserie, 8 Episoden)
- 2014: Halfpipe Feeling (Cloud 9, Fernsehfilm)
- 2014: North & South – Die Schlacht bei New Market (Fields of Lost Shoes)
- 2018: How to Party with Mom (Life of the Party)
- 2018: Dumplin’
- 2019: Grand Isle – Mörderische Falle (Grand Isle)
- 2021: Playing God
- 2022–2023: Criminal Minds (Fernsehserie, 2 Episoden)
- 2023: Fog City

## Diskografie
- 2003: Concrete Angel – Musikvideo mit Martina McBride
- 2008: Everyday Hero
- 2009: Let Your Love Out
- 2012: Finally Feeling like Christmas
- 2012: Had Me @ Hello
- 2014: Cloud 9 zusammen mit Dove Cameron